# Cristian Gațu
Cristian Gațu (n. 20 august 1945, București, România) este un fost handbalist român care a făcut parte din lotul echipei naționale de handbal a României, campioană mondială in 1970 și 1974  și care a fost medaliată cu argint olimpic la Montreal 1976 și cu bronz olimpic la München 1972.
Cu Steaua București a câștigat zece titluri nationale, iar in 1977 a cucerit Cupa Campionilor Europeni.
La data de 14 septembrie 2007, colonelul în retragere Cristian Gațu din Ministerul Apărării Naționale a fost înaintat la gradul de general de brigadă (cu o stea) în retragere.
A fost președintele Federației Române de Handbal între 1996 și 2014..
În 2000 i-a fost acordat Ordinul Național „Serviciul Credincios” în grad de ofițer. Din 2006 este cetățean de onoare al Bucureștiului.

## Distincții
- Ordinul Muncii clasa I (29 martie 1974) „pentru comportarea remarcabilă și ocuparea locului I la Campionatul mondial de handbal masculin – ediția 1974 –, precum și pentru contribuția deosebită adusă la dezvoltarea acestui sport și la creșterea prestigiului sportului românesc pe plan internațional”[8]
- Ordinul „Meritul Sportiv” clasa a II-a (18 august 1976) „pentru rezultatele deosebite obținute la Jocurile olimpice de vară de la Montreal – 1976, precum și pentru contribuția adusă la dezvoltarea activității sportive și la creșterea prestigiului sportului românesc pe plan internațional”[9]